# Nikolaj Kolesnikov
Nikolaj Kolesnikov (rusky: Николай Васильевич Колесников ; * 8. září 1953 Almaty) je bývalý sovětský atlet, běžec, sprinter.
Na olympiádě v Montréalu v roce 1976 byl členem bronzové štafety SSSR na 4 × 100 metrů, v běhu na 200 metrů postoupil do semifinále. V roce 1978 zvítězil na halovém mistrovství Evropy v běhu na 60 metrů. Ve stejné sezóně na evropském šampionátu v Praze vybojoval třetí místo ve štafetě na 4 × 100 metrů, a ve finále běhu na 100 metrů skončil sedmý (v Praze si také vytvořil osobní rekord na této trati časem 10,43).